# Saltonseaïta
La saltonseaïta és un mineral de la classe dels halurs que pertany al grup de la rinneïta. Rep el nom de Salton Sea, als Estats Units, la seva localitat tipus.

## Característiques
La saltonseaïta és un clorur de fórmula química K₃NaMnCl₆. Va ser aprovada com a espècie vàlida per l'Associació Mineralògica Internacional l'any 2012. Cristal·litza en el sistema trigonal. La seva duresa a l'escala de Mohs és 2,5. És l'anàleg de manganès de la rinneïta.

## Formació i jaciments
Va ser descoberta a Salton Sea, al comtat Imperial de Califòrnia (Estats Units), on s'ha format com a resultat de l'evaporació de salmorres geotèrmiques (hidrotermals) enriquides en K, Na, Mn i Cl. També ha estat descrita al volcà Tolbàtxik, al krai de Kamtxatka (Rússia). Aquests dos indrets són els únics de tot el planeta on ha estat descrita aquesta espècie mineral.